# Oscar Rossi
Oscar Rossi, född 1976 i Stockholm, är en finlandssvensk poet, kritiker och översättare från norska, finska och engelska. Rossi har bland annat varit chefredaktör för tidskriften Horisont och recenserat litteratur i Svenska Dagbladet.

### Poesi
- 2002 – Kelvinator (Söderströms förlag)
- 2005 – Brev till polisen (Söderströms förlag)
- 2009 – Funny: det vi vet om Jones är att Brown (Pequod Press)
- 2018 – Detaljerna: det ser annorlunda ut varje gång (Ellips förlag)